# フランシスコ・コレア・デ・アラウホ

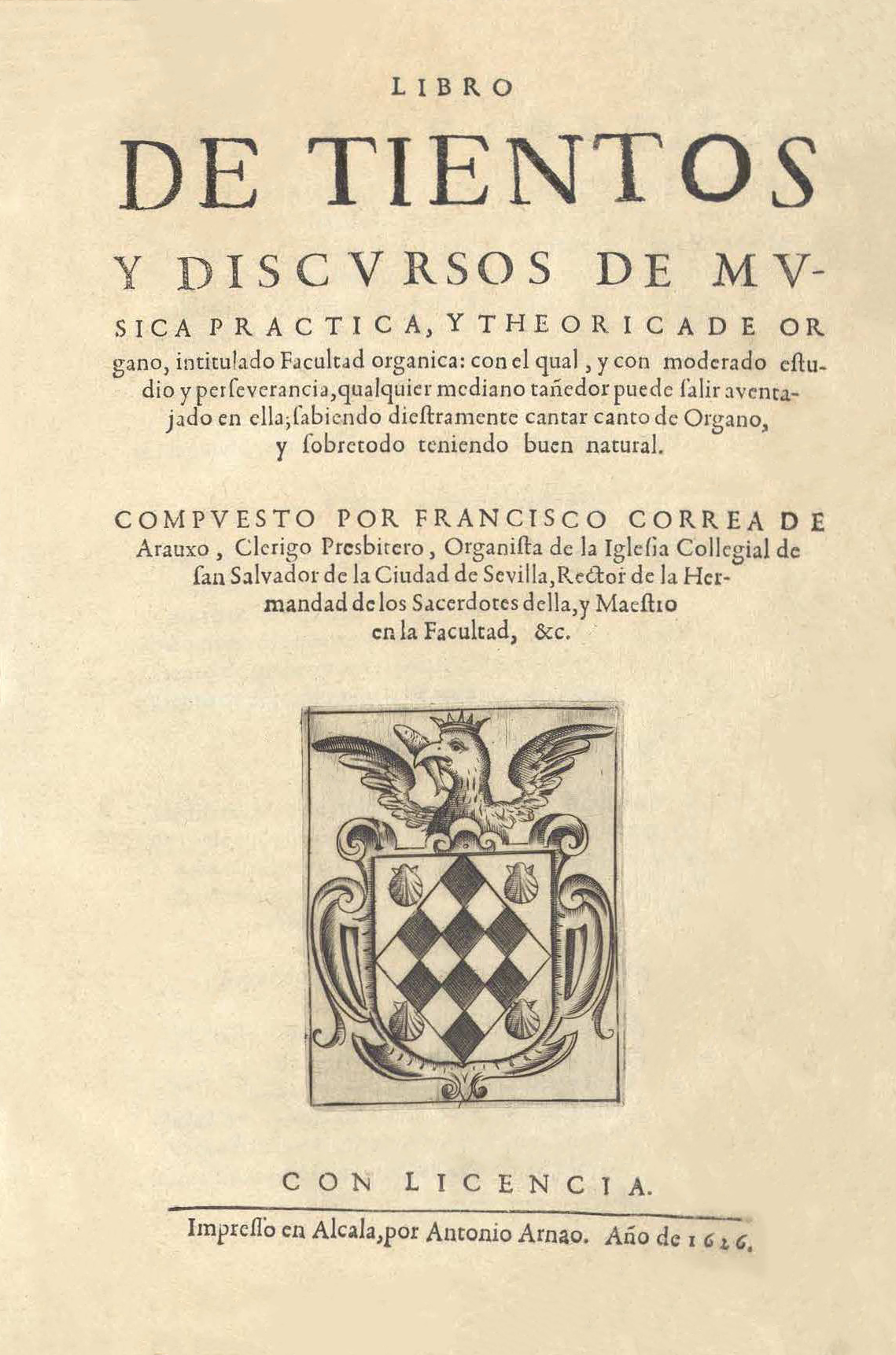
Libro de tientos y discursos de musica practica y theoríca de organo (1626).

フランシスコ・コレ（ー）ア・デ・アラウホ（Francisco Correa de Arauxo, 1584年9月16日？ セビリャ - 1654年秋 （10月か11月） セゴビア）は、ルネサンス音楽からバロック音楽の過渡期に活躍したスペインのオルガニスト・作曲家・聖職者。アンダルシア出身と見做されているが、ポルトガル出身との説もある。

## 人物
職人の家系に生まれる。1599年よりセビリャのサルバドル教会（es）の首席オルガニストを勤める。1608年に司祭に叙階される。長年にわたる聖職者仲間とのいさかいや教会当局者のごまかしに辟易して、何度もスペイン中の大聖堂に求職活動を繰り返すが、成功しなかった。ようやく1636年になって、ハエン大聖堂（en）で公職に就くことができた。それから数年後の1640年にセゴビア大聖堂（en）のオルガニストに昇進した。
コレア・デ・アラウホの音楽史に関する重要性は、オルガン教本『オルガンの技能、オルガンの理論とその音楽的実践としてのティエントとディスクルソ集 Facultad Organica』（1626年脱稿・出版）の執筆にある。同書には、69曲のティエントのほか宗教曲の鍵盤楽曲への編曲が含まれ、運指法が扱われているだけでなく、序文においては、オルガン曲の解釈を排して、鍵盤のタッチについて詳述されている。
コレア・デ・アラウホは『オルガンの技能』をのぞいて著作や作品を残していない。コレア・デ・アラウホの楽曲は、ルネサンス音楽の対位法様式や和声感にしっかりと蔽われているものの、リズムの躍動感や、超絶技法を要するメリスマ的な音型は、17世紀スペインの音楽の典型例となっている。